# Julija Hatouková
Julija Hatouková (bělorusky: Юлія Гатоўка, Julija Hatouka, * 24. dubna 2000 Minsk) je běloruská profesionální tenistka. Ve své dosavadní kariéře na okruhu WTA Tour nevyhrála žádný turnaj. V rámci okruhu ITF získala jedenáct titulů ve dvouhře a pět ve čtyřhře.
Na žebříčku WTA byla ve dvouhře nejvýše klasifikována v lednu 2022 na 180. místě a ve čtyřhře v květnu 2021 na 384. místě.
V běloruském týmu Billie Jean King Cupu debutovala v roce 2021 základní skupinou pražského finále proti Austrálii, v níž prohrála dvouhru se Storm Sandersovou. Australanky zvítězily 2:1 na zápasy. Do roku 2024 v soutěži nastoupila k jedinému mezistátnímu utkání s bilancí 0–1 ve dvouhře a 0–0 ve čtyřhře.

## Tenisová kariéra
V rámci hlavních soutěží událostí okruhu ITF debutovala v červnu 2016, když na turnaj v rodném Minsku dotovaném 25 tisíci dolary obdržela divokou kartu. Ve druhém kole podlehla Ukrajince Olze Jančukové z třetí světové stovky. Premiérový titul v této úrovni tenisu vybojovala během ledna 2018 na šarmaššajském turnaji s rozpočtem 15 tisíc dolarů. Ve finále přehrála nejvýše nasazenou Rusku Anastasiji Potapovovou figurující na 240. příčce žebříčku.
Kvalifikaci túry WTA si poprvé zahrála na dubnovém Istanbul Cupu 2021, kde nestačila na Gruzínku z třetí světové stovky Mariam Bolkvadzeovou. Kvalifikačním sítem neprošla ani na bělehradském Serbia Open 2021. Na třetí pokus již z této fáze postoupila na květnovém Internationaux de Strasbourg 2021, kde debutovala v hlavní soutěži okruhu WTA Tour. Na úvod dvouhry však uhrála jen tři gamy na belgickou spolukvalifikantku Marynu Zanevskou. Následovalo vyřazení v prvním kole úvodního ročníku travnatého Bad Homburg Open 2021, kde se poprvé utkala s členkou elitní dvacítky, běloruskou světovou čtrnáctkou Viktorií Azarenkovou. Grandslamovou kvalifikaci si premiérově zahrála na newyorském US Open 2021. Po výhře nad Francouzkou Jessikou Ponchetovou ji však do hlavní soutěže nepustila Egypťanka Majar Šarífová z konce první světové stovky.

## Tituly na okruhu ITF
| Dotace turnajů okruhu ITF | Dotace turnajů okruhu ITF |
| ------------------------- | ------------------------- |
| 100 000 $ tournaments     | 80 000 $ tournaments      |
| 75 000 $ tournaments      | 60 000 $ tournaments      |
| 50 000 $ tournaments      | 25 000 $ tournaments      |
| 15 000 $ tournaments      | 10 000 $ tournaments      |

### Dvouhra (11 titulů)
| Č.  | datum         | turnaj                | povrch    | poražená finalistka    | výsledek           |
| --- | ------------- | --------------------- | --------- | ---------------------- | ------------------ |
| 1.  | leden 2018    | Šarm aš-Šajch, Egypt  | tvrdý     | Anastasija Potapovová  | 6–4, 4–6, 7–5      |
| 2.  | červen 2018   | Minsk, Bělorusko      | antuka    | Vlada Zverevová        | 4–6, 6–1, 6–0      |
| 3.  | září 2018     | Almaty, Kazachstán    | antuka    | Anna Danilinová        | 6–4, 6–7(1–7), 6–2 |
| 4.  | listopad 2018 | Minsk, Bělorusko      | tvrdý     | Raluca Șerbanová       | 7–5, 7–5           |
| 5.  | únor 2020     | Monastir, Tunisko     | tvrdý     | Jesika Malečková       | 6–1, 6–2           |
| 6.  | září 2020     | Monastir, Tunisko     | tvrdý     | Šalimar Talbiová       | 6–3, 6–2           |
| 7.  | prosinec 2020 | Monastir, Tunisko     | tvrdý     | Linda Fruhvirtová      | 6–1, 5–7, 6–3      |
| 8.  | únor 2021     | Šymkent, Kazachstán   | tvrdý     | Anastasija Tichonovová | 7–5, 6–2           |
| 9.  | březen 2021   | Kazaň, Rusko          | tvrdý     | Urszula Radwańská      | 7–6(8–6), 4–6, 6–4 |
| 10. | říjen 2021    | Karaganda, Kazachstán | tvrdý (h) | Jekatěrina Kazionovová | 7–5, 6–0           |
| 11. | květen 2023   | Grado, Itálie         | antuka    | Lucie Havlíčková       | 2–6, 6–3, 6–1      |

### Čtyřhra (5 titulů)
| Č. | datum         | turnaj               | povrch | spoluhráčka        | poražené finalistky                              | výsledek              |
| -- | ------------- | -------------------- | ------ | ------------------ | ------------------------------------------------ | --------------------- |
| 1. | březen 2018   | Šarm aš-Šajch, Egypt | tvrdý  | Lee Pchej-čch'     | Laura Ioana Paarová Džulija Terzijská            | 4–6, 7–6(7–5), [10–8] |
| 2. | květen 2019   | Jeruzalém, Izrael    | tvrdý  | Tereza Mihalíková  | Samantha Murray Sharanová Despina Papamichailová | 2–6, 6–4, [10–8]      |
| 3. | leden 2020    | Monastir, Tunisko    | tvrdý  | Tereza Mihalíková  | Gozal Ajnitdinovová Jekatěrina Dmitričenková     | 6–4, 6–2              |
| 4. | září 2020     | Monastir, Tunisko    | tvrdý  | Anna Kubarevová    | Olivia Gramová Darja Semenistajová               | 2–6, 7–5, [10–6]      |
| 5. | prosinec 2020 | Monastir, Tunisko    | tvrdý  | Weronika Falkowská | Yvonne Cavallé Reimersová Celia Cervino Ruizová  | 6–4, 7–5              |